# جوسه آنتونیو بالسیرو
 جوسه آنتونیو بالسیرو (انگلیسی: José Antonio Balseiro؛ زاده ۲۹ مارس ۱۹۱۹ درگذشته ۲۶ مارس ۱۹۶۲) یک فیزیک‌دان بود.